# Johannissteine (Osnabrück)

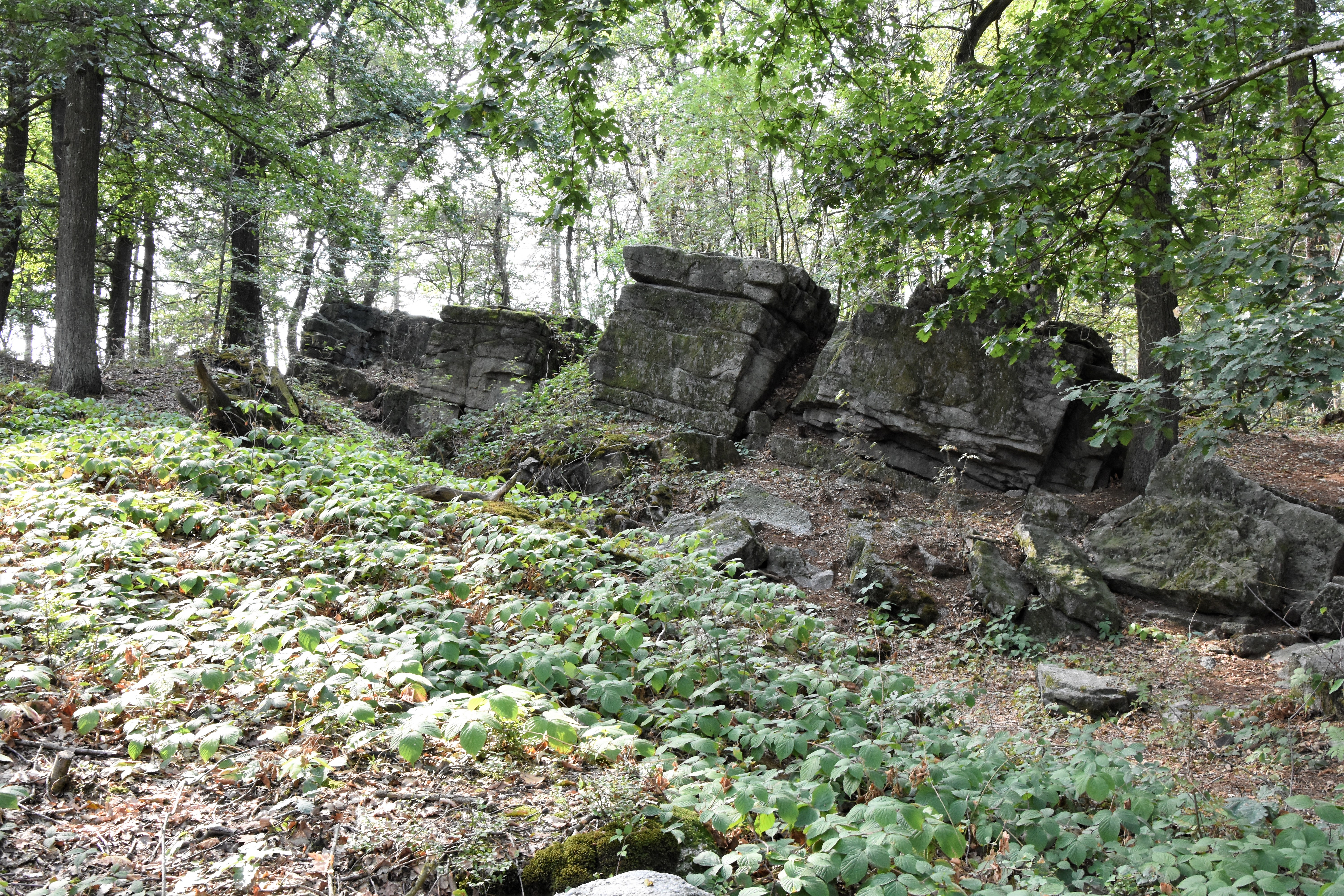
Die Johannissteine

Die Johannissteine sind eine Felsformation des Karbonsandsteins am Piesberg in Osnabrück. Sie sind unter der Nummer ND-OS-S 3 als Naturdenkmal der Stadt Osnabrück eingetragen.

## Lage
Die Johannissteine befinden sich im nordöstlichen Bereich des Piesbergs an der Grenze zum Wallenhorster Ortsteil Lechtingen. Die als Naturdenkmal eingetragenen Johannissteine wurden vom Gesteinsabbau des Piesbergs verschont und liegen heute knapp nördlich der Abbaukante des Steinbruchs. Die Fläche des Naturdenkmalgebiets beträgt 0,4 ha.
Sie bestehen aus 300 Millionen Jahre altem konglomeratischem Sandstein, welcher oft auch als Piesbergsandstein bekannt ist.
Weiter östlich unterhalb des Piesberges befindet sich das Megalithgrab Karlsteine, welche aus demselben Gestein wie die Johannissteine bestehen. Unmittelbar neben den Johannissteinen liegen mehrere alte Pingen des Steinkohlenbergbaus. Unterhalb auf der östlichen Seite befindet sich der Rest des Lechtinger Steinbruchs. Bis auf eine Felswand ging er im großen Piesberger Steinbruch auf.

## Geschichte
Den Namen Johannissteine bekamen die Felsen wahrscheinlich durch dort abgebrannte Johannisfeuer, diese wurden am Abend der Sommersonnenwende dem Johannistag begangen. Während des Sommers 1785 wurden die Johannissteine erstmals in einer vom Kartograf Johann Wilhelm du Plat erstellten Karte als „Johannes Steine“ erfasst.
Durch den Steinbruchbetrieb am Piesberg waren die Johannissteine für mehrere Jahrzehnte nicht für die Öffentlichkeit zugänglich. Die Johannissteine lagen Jahre im Sicherheitsbereich des Steinbruchs Piesberg, welcher vor der nahen Steinbruchkante und von herumfliegenden Steinbrocken durch Sprengungen schützen sollte.
Im Jahr 1926 wurden auf der Oberseite eines der Felsen zwei Fußabdrücke und das Sternbild des Großen Wagens als Löcher eingemeißelt. Ursprünglich sollte dieses einer Märchengeschichte zur Verbreitung helfen, jedoch wurden es nach ihrer Entdeckung schnell vor den Nationalsozialisten für ihre Ideologie vereinnahmt. Da die Urheber der Einmeißelungen sich vor Konsequenzen fürchteten, wurde der Umstand des Erschaffens der Fußabdrücke und des Sternbilds erst in den 1970er Jahren bekannt.
Auch wurde aufgrund der exponierten Lage hier eine heidnische Kultstätte vermutet, diese konnte jedoch bis heute nicht durch archäologische Funde belegt werden.
Am 29. September 2016 wurden die Johannissteine offiziell in den Rundwanderweg des Piesbergs eingebunden. Im Beisein von Oberbürgermeister Wolfgang Griesert wurde eine 750 Meter lange Ergänzung des seit 1992 bestehenden Rundwegs freigegeben.

## Sagen
Laut einer Sage soll hier Johannes der Täufer an den Johannessteinen die heidnischen Sachsen zum Christentum bekehrt haben.